# Ekkilsøy
Ekkilsøy este o localitate din comuna Averøy, provincia Møre og Romsdal, Norvegia, cu o suprafață de 4,6 km².